# Holmenkollbakken
L'Holmenkollbakken est un tremplin de saut à ski situé dans le quartier d'Holmenkollen à Oslo (Norvège). Accueillant sa première épreuve de saut à ski en 1892, il s'agit d'un des plus vieux tremplins du monde et a connu dix-neuf rénovations depuis dont la dernière date de 2009. Le stade peut accueillir près de 30 000 spectateurs.
Il accueillit chaque année des épreuves de Coupe du monde de saut à ski et de combiné nordique, devenant l'un des évènements les plus prestigieux chaque hiver. Il a également été le théâtre des Jeux olympiques d'hiver de 1952 et des Championnats du monde de ski nordique 1930, 1966, 1982 et 2011.
La hauteur du tremplin est de 134 mètres et le point K de 120 mètres. Le record actuel sur le tremplin est de 144 mètres, détenu par Robert Johansson (NOR), établit en 2019. Le record féminin est de 137,5m. Il est détenu par Sara Takanashi (JPN) et a été établit en 2016.

## Histoire

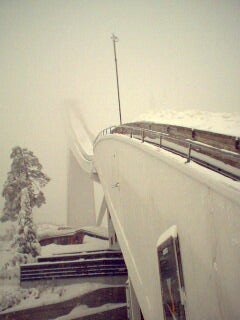
Le tremplin tel qu'il était avant 2009.

Les premières compétitions de ski à Oslo se déroulent lors de l'Husebyrennet dans le quartier d'Ullern de 1879 à 1891. En 1887, la route à Holmenkollen est ouverte mais aucun développement urbain n'y existe. I. C. L. Holm voit le développement possible du lieu entre un centre de loisirs sportifs. En 1890, l'Husebyrennet est annulé en raison du manque de neige et l'évènement est déplacé dans un autre quartier d'Oslo à Frognerseteren. La distance oblige à disputer le tournoi un dimanche, causant de nombreuses critiques et obligeant les organisateurs à ne pas percevoir de l'argent à l'entrée. Par conséquent, en 1891, l'évènement est de retour à Husebyrennet.
Lors de la renégociation du bail avec le propriétaire du terrain d'Husebyrennet lors de l'année 1891, Fritz et Hans Huitfeldt Krag propose un nouveau lieu sur une autre colline à Besserudmyra à l'Association norvégienne de promotion du ski (en) qui l'approuve en fin d'année 1891. Après quelques travaux nécessitant l'abattage de quelques arbres, la première édition a lieu le 30 janvier 1892 devant plus de 15 000 spectateurs pour des sauts de quinze à vingt-et-un mètres cinquante de long, ce dernier est réalisé par Svein Sollid de Morgedal (comté de Telemark). En raison de l'inclinaison de la colline qui avait pour conséquence de transmettre aux sauteurs un sentiment psychologique d'une chute et d'un atterrissage difficile, il a été décidé de modifier la colline pour un meilleur accès au tremplin au plus grand nombre dont le coût s'élève à 2 000 couronnes norvégiennes. Chaque année, le tremplin est reconstruit lui donnant une spécificité annuelle. En 1904, des pierres sont utilisées dans sa construction, lui donnant un emplacement spécifique sur la colline.
Dans les années 1910, les Américains construisent de leurs côtés des pistes d'élan sur des superstructures en échafaudage, décrit comme une abomination par la presse norvégienne. Mais en 1914, une structure en acier de haut de dix mètres pour l'élan est construite à Oslo recevant de nombreuses critiques de la part de la presse et public qui préfèrent le caractère naturel de l'installation. Toutefois, deux autres tremplins sont construits sur ce même modèle en Norvège permettant de rallonger les sauts.
Cette superstructure s'effondre en 1927 en raison de fortes chutes de neige, déclenchant en Norvège un contrôle public de toutes les installations. En raison de sauts de plus soixante mètres en dehors de la Norvège, il est décidé qu'une nouvelle superstructures devait prendre place d'une hauteur de 19 mètres. À la suite de l'attribution des Championnats du monde de 1940, un nouveau tremplin y est reconstruit et inauguré en 1940, mais l'évènement est annulé en raison de la Seconde Guerre mondiale.
En sortie de la guerre, le comité internationale olympique décide d'attribuer les Jeux olympiques d'hiver à Oslo pour 1952. L'endroit est complètement réaménagé pour un plus grand tremplin, des tribunes pour les officiels, la famille royale et la radiodiffusion. La colline est alors élargi et le premier musée du monde sur du ski est inauguré en bas de l'installation. Candidat de nouveau en 1968, les Jeux olympiques sont donnés à la ville de Grenoble, mais Oslo obtient l'organisation des Championnats du monde de ski nordique 1966 où à cette occasion les ordinateurs font leur apparition pour le calcul des scores.
En raison de soucis financiers pour financer le festival du ski annuel, la question de construire deux tremplins existe en 1971 en se dotant de deux tremplins, un petit et un grand à l'ensemble du complexe. Il est question de déménager alors l'endroit mais le lien étroit qui existe entre le saut à ski et le ski de fond que présente Holmenkollen l'emporte sur la décision. Finalement le projet est abandonné. Dans les années 1970, le site subit des évolutions technologiques comme l'éclairage.
Oslo est désigné hôte des Championnats du monde de ski nordique en 1982 où d'importants travaux sont entrepris. La technologie fait son apparition remplaçant le mesure de distance manuelle. Un tableau de bord est installé tout comme de nombreuses évolutions concernant le système de chronométrage, de vitesse. La piste d'élan est élargie et toutes les tribunes reconstruites.
Dans les années 2000, Oslo se porte de nouveau candidat pour les Championnats du monde 2009. À la suite de l'attribution de l'évènement pour Liberec, la ville accueille l'évènement en 2011. Tout le site est reconstruit à l'occasion de cette édition.
La tour actuelle date de 2009. Le tremplin a été modifié 15 fois depuis 1939 ; beaucoup de modifications ont été réalisées pour les Jeux olympiques d'hiver de 1952. En prévision des championnats du monde de ski nordique 2011, un plan de réaménagement de l'entièreté du site des sports d'hiver se met en place. Il inclut le projet de destruction puis reconstruction du tremplin, qui sera officiellement validé en avril 2008. Un concours international est lancé pour déterminer le bureau d'architecture qui sera chargé des travaux du « Nye Holmenkollen Fyr » (soit « nouveau phare d'Holmenkollen »). Il est remporté en août 2008 par le jeune architecte belge, Julien De Smedt, qui a fondé son agence d'architecture JDS Architects à Copenhague en 2006. Les travaux ont débuté le 17 octobre 2008 par la destruction de l'ancienne tour. L'inauguration officielle a eu lieu en mars 2010.

## Le site

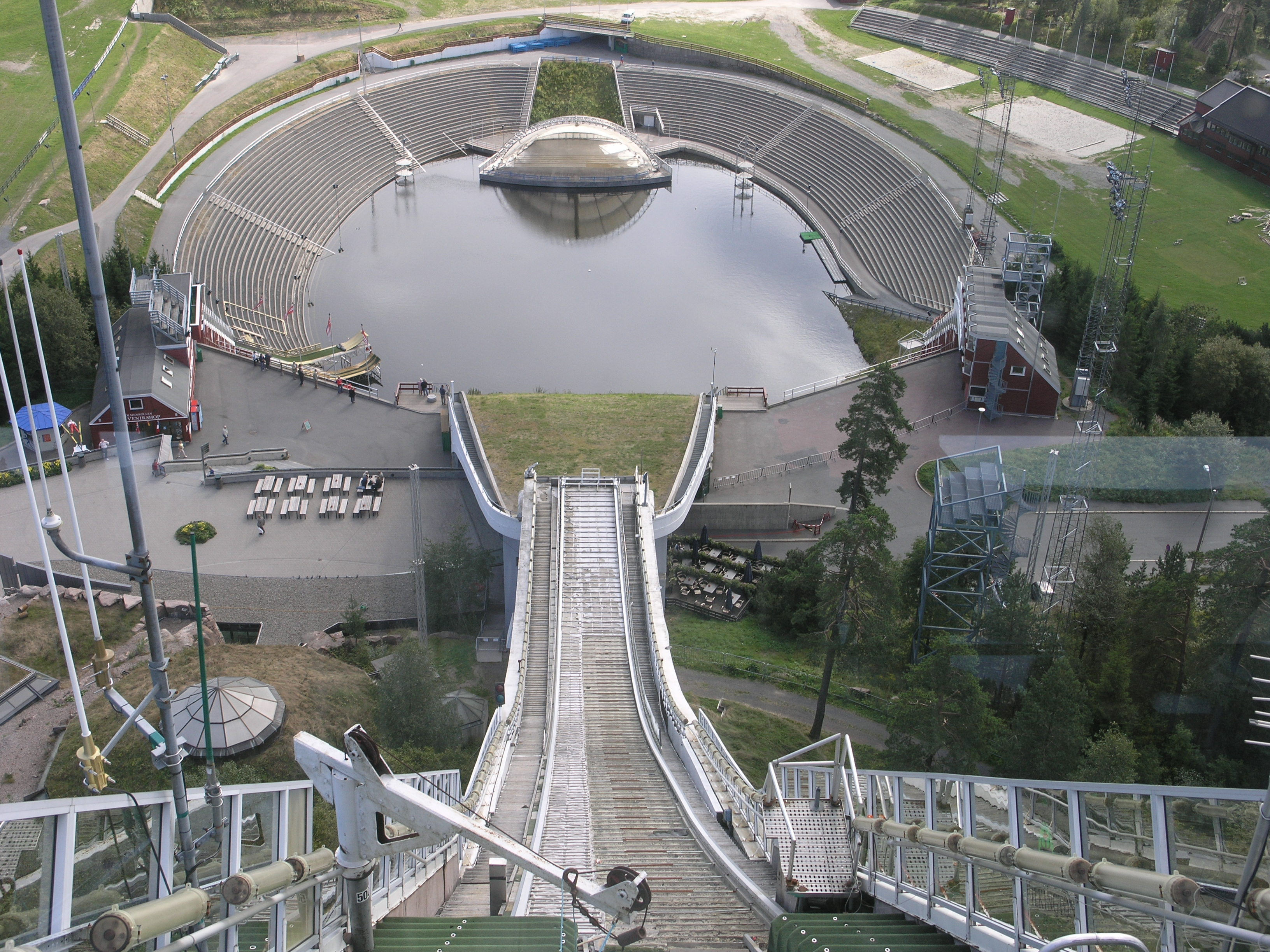
L'arène, vue du haut du tremplin en été, avant reconstruction de 2009.

Ce gros tremplin, ainsi que le tremplin « normal » de Midtstubakken, sont situés sur le site National d'Holmenkollen. Tout en bas du tremplin, une enceinte permet l'accueil des spectateurs (10 000 en 1892). Elle sert aussi de « stade final » pour les compétitions de combiné nordique, ski de fond et biathlon. Avec Trondheim et Lillehammer, l'arène permet de recevoir les compétitions nationales et internationales de ski nordique.
L'arène peut aussi accueillir des concerts. Des modifications ont permis de la rendre étanche et de recevoir de l'eau pour les spectacles aquatiques.

## Records
- Homme : Andreas Kofler ( Autriche), 139,5 mètres en 2010
- Femme : Anette Sagen ( Norvège), 131 mètres en 2006